# 杰弗里·亚历山大
杰弗里·查爾斯·亚历山大（英語：Jeffrey Charles Alexander，1947年5月30日—）是美国著名社会学家，主要的新功能主义学派学者，当代文化社会学的大家。